# Hugh Hopper
Pour les articles homonymes, voir Hopper.
Hugh Colin Hopper (né le 29 avril 1945 à Whitstable et mort le 7 juin 2009 à l'âge de 64 ans) est un bassiste et compositeur britannique de l'école de Canterbury, aux frontières communes du rock progressif, du jazz et du jazz fusion européens.

## Biographie

### Les débuts
À l'âge de 18 ans, Hugh Hopper tient la basse dans le Daevid Allen Trio avec le batteur Robert Wyatt, qui est le noyau du futur groupe Soft Machine, Mike Ratledge les accompagnera parfois au piano électrique ainsi qu'à l'orgue. Un peu plus tard, Daevid Allen lui fait découvrir la musique de Terry Riley et cette influence restera durable dans la musique de Hopper, notamment dans son utilisation des boucles (cf son album solo 1984). Avec son frère Brian Hopper, les cousins David Sinclair et Richard Sinclair du futur groupe Caravan ainsi que Robert Wyatt, Hugh joue ensuite avec le groupe The Wilde Flowers.

### L'époque Soft Machine
Lors de la fondation de Soft Machine, où la basse est tenue par Kevin Ayers, le discret Hugh Hopper devient road manager du groupe, tout en signant plusieurs compositions du premier album (paru en 1968) et de tenir la basse sur la pièce finale Box 25/4 Lid. Soft Machine se sépare brièvement après cet album et la fameuse tournée américaine avec Jimi Hendrix.
Lors de la reformation, Kevin Ayers est injoignable et Hugh Hopper prend alors sa place. Le son du second album de Soft Machine Volume Two doit beaucoup à ce dernier dont la basse fuzz parle d'égal à égal avec l'orgue de Mike Ratledge. L'influence de Hugh est importante dans la musique du groupe (surtout sur le Fourth en 1970), mais déclinera par la suite : sur le double Six sorti en 1972, il ne signe plus que 1983, prélude à son inquiétant 1984 personnel.
Au sein de Soft Machine qui ne cesse d'évoluer et où les influences des nouveaux arrivants se confrontent aux visions des fondateurs, il considère ne plus avoir sa place. Robert Wyatt quitte le groupe en 1971, Elton Dean en 1972 et Hugh Hopper en 1973.

### Au-delà de Soft Machine
À partir de là, son parcours se ramifie au gré de ses rencontres. Il joue avec un grand nombre de musiciens de l'école de Canterbury comme de la scène jazz-rock européenne. Bien qu'il soit un homme discret et apparemment peu expansif, en particulier sur scène, son influence y est importante. Néanmoins, il ne rencontre pas le succès.
Il continuera à composer, notamment pour et avec Robert Wyatt et à se produire avec une multitude de formations, souvent avec le saxophoniste Elton Dean.
En 2004, il forme avec Elton Dean, John Marshall et Allan Holdsworth, tous trois anciens de Soft Machine, un groupe nommé SoftWorks. Ce clin d'œil au passé deviendra encore plus explicite quand, après le remplacement du guitariste Allan Holdsworth par John Etheridge, un autre ancien musicien du groupe, la formation prendra le nom de Soft Machine Legacy. Il ajoutera alors à son répertoire original des reprises des albums Third, Fourth, Fifth et Sixth de Soft Machine.

### La fin de sa vie
En 2008, on lui diagnostique une leucémie, ce qui l'oblige à annuler concerts et tournées. Ses revenus modestes ainsi amputés ne lui permettent pas de faire face à tous les frais d'un traitement lourd. Ses amis et ses admirateurs s'efforcent de l'aider financièrement, et plusieurs concerts à son profit sont organisés, notamment Hugh Hopper Benefit (qui est devenu un concert à sa mémoire) : Le Triton, Les Lilas (Seine Saint-Denis, France), 27 juin 2009, 21h00.
Malgré la chimiothérapie et les transfusions, Hugh Hopper s'éteint le 7 juin 2009. Il laisse une épouse, Christine et deux filles dont l'une d'un précédent mariage.

### Discographie

#### Solo
- 1973 : 1984 d'après George Orwell (avec Pye Hastings, Gary Windo, Lol Coxhill, Nick Evans, John Marshall, Malcolm Griffiths)
- 1976 : Cruel But Fair (avec Elton Dean, Keith Tippett, Joe Gallivan)
- 1977 : Hopper Tunity Box (avec Elton Dean, Mark Charig, Frank Roberts, Dave Stewart, Mike Travis, Richard Brunton, Gary Windo, Nigel Morris)
- 1978 : Soft Head - Rogue Element (avec Elton Dean, Alan Gowen, Dave Sheen)
- 1979 : Soft Heap (avec Elton Dean, Alan Gowen, Pip Pyle)
- 1980 : Two Rainbows Daily (avec Alan Gowen)
- 1985 : Mercy Dash (avec Elton Dean, Keith Tippett, Joe Gallivan)
- 1985 : Monster Band (avec Elton Dean, Mike Travis, Jean-Pierre Carolfi, Jean-Pierre Weiller)
- 1989 : Alive (avec Frank van der Kooy, Kees van Veldhuizen, Dionys Breukers, Hans van der Zee, Pieter Bast, Andre Maes)
- 1991 : Meccano Pelorus (avec Patrice Meyer, Dionys Breuker, Pieter Bast, Frank van der Kooij)
- 1993 : Hugh Hopper and Odd Friends (avec John Atkinson, Dionys Breukers, Mike Travis, Rick Biddulph)
- 1993 : Short Wave Live (avec Short Wave - Didier Malherbe, Phil Miller, Pip Pyle)
- 1994 : A Remark Hugh Made (avec Kramer)
- 1994 : Hooligan Romantics (avec John Atkinson, Pieter Bast, Dionys Breukers, Patrice Meyers, Frank van der Kooy)
- 1995 : Carousel (avec Patrice Meyer, Frank van der Kooy, Dionys Breuker, Kim Weemhoff, Robert Jarvis)
- 1995 : Caveman Hughscore (avec Caveman Shoestore connu désormais comme Hughscore)
- 1995 : Adreamor (avec Mark Hewins)
- 1996 : Somewhere In France (avec Richard Sinclair)
- 1996 : Bracknell-Bresse Improvisations (avec Alan Gowen, Nigel Morris)
- 1996 : MASHU - Elephants in your head? (avec Shyamal Maitra, Mark Hewins)
- 1996 : Best Soft (compilation)
- 1997 : Huge (avec Kramer)
- 1997 : Highspot Paradox (avec Hughscore)
- 1998 : Different (avec Lisa S. Klossner)
- 1999 : Delta Flora (avec Hughscore)
- 2000 : Cryptids (avec Lisa S. Klossner)
- 2000 : Parabolic Versions (compilation de Somewhere In France, Hooligan Romantics and Hugh Hopper and Odd Friends)
- 2002 : Jazzloops (avec Elton Dean, Steve Franklin, Pierre-Olivier Govin, Christine Janet, Frank van der Kooij, Didier Malherbe, John Marshall, Patrice Meyer, Nigel Morris, Simon Picard, Kim Weemhoff, Robert Wyatt)
- 2003 : In a Dubious Manner (avec Julian Whitfield)
- 2004 : The Stolen Hour (comics by Matt Howarth)
- 2007 : Soft Mountain (avec Elton Dean, Hoppy Kamiyama, Yoshida Tatsuya)
- 2007 : Numero D'Vol (with Simon Picard, Steve Franklin, Charles Hayward)
- 2008 : Dune (avec Yumi Hara Cawkwell, "Humi")

#### Avec Soft Machine
- 1968 : The Soft Machine (la dernière pièce : Box 25/4 Lid)
- 1969 : Vol. 2
- 1970 : Third
- 1971 : Fourth
- 1972 : Fifth
- 1973 : Sixth

#### En collaboration (liste partielle)
- 1962-5 : Canterburied Sounds, Vol.s 1-4 (1998 compilation par Brian Hopper)
- 1965 : The Wilde Flowers (released 1994)
- 1969 : Syd Barrett: The Madcap Laughs (deux pièces)
- 1969 : Kevin Ayers: Joy of a Toy
- 1973 : Stomu Yamashta's East Wind: Freedom Is Frightening
- 1974 : Robert Wyatt: Rock Bottom
- 1974 : Stomu Yamashta: One by One
- 1975 : Isotope: Illusion
- 1976 : Isotope: Deep End
- 1978 : Carla Bley Band : European Tour 1977
- 1978 : Gilgamesh: Another Fine Tune You've Got Me Into
- 1985 : In Cahoots: Cutting Both Ways
- 1985 : Pip Pyle: Equip Out
- 1986 : Patrice Meyer: Dromadaire viennois
- 1987 : Anaid: Belladonna
- 1991 : Lindsay Cooper: Oh Moscow (avec Alfred 23 Harth)
- 1997 : Jan Ponsford : The Swimmer
- 1999 : Brainville: The Children's Crusade (avec Daevid Allen, Chris Cutler)
- 2001 : Glass Cage: Glass Cage Paratactile
- 2003 : Soft Works: Abracadabra
- 2003 : Bone: Uses Wrist Grab (avec Nick Didkovsky et John Roulat)
- 2003 : Polysoft: Tribute to Soft Machine
- 2004 : Brian Hopper: If Ever I Am
- 2005 : NDIO: Airback
- 2005 : Soft Machine Legacy: Live in Zaandam
- 2006 : Soft Machine Legacy: Soft Machine Legacy
- 2006 : Jakko Jakszyk: The Bruised Romantic Glee Club - Avec Robert Fripp, Ian McDonald, Mel Collins, Clive Brooks, etc.
- 2007 : Soft Machine Legacy: Steam
- 2008 : Brainville3: Trial by Headline

### Participations
Voici la liste non exhaustive et non chronologique des formations et des musiciens avec lesquels il a joué :
- Daevid Allen Trio
- Wilde Flowers
- Soft Machine
- Isotope
- Soft Heap (ce groupe formé en 1978 a depuis perdu tous ses fondateurs : Alan Gowen (en) décédé en 1981, Elton Dean et Pip Pyle en 2006, Hugh Hopper en 2009)
- Soft Head
- Pip Pyle's Equip'Out
- Cahoots
- Carla Bley
- Stomu Yamash'ta
- Softworks
- Soft Machine Legacy
- Softbounds
- Polysoft
- Numero d'Vol